# いけず石

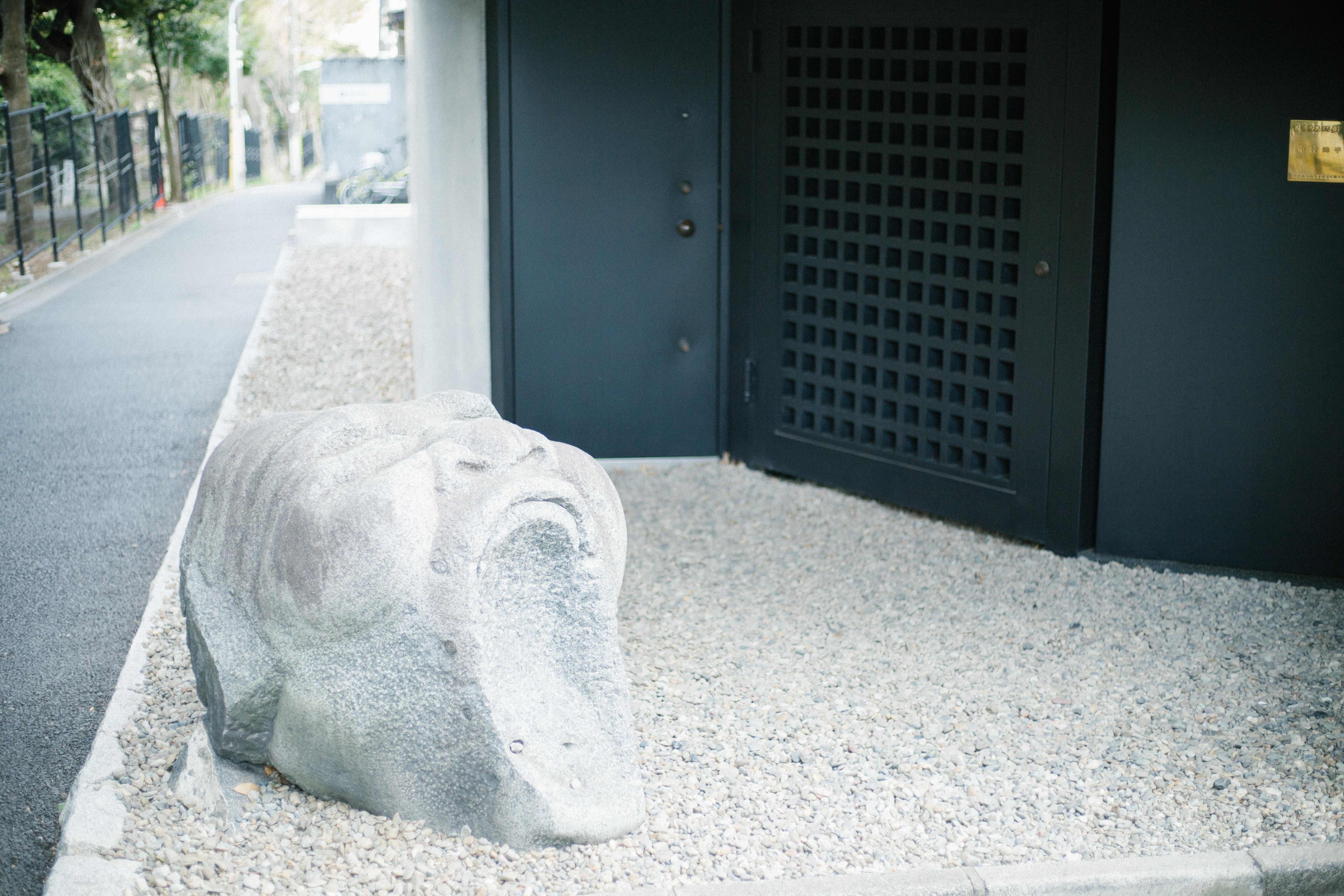
いけず石

いけず石（いけずいし）とは、主に京都市内でみられる、車よけのために住宅等の敷地の角や端に設置される石。

## 概要
主に狭い路地や曲がり角に建つ住宅等の敷地の角や端に設置される漬物石～ひざ下程度の大きさの石で、車両の進入による塀や外壁などへの接触・損傷を防ぐ。
全国各地でみられるが、特に京都市内には数千個のいけず石があるとされる。町が碁盤目状に形成されており、道が狭く曲がり角も多く隅切りも不十分なことから、自衛手段(主に景観対策)として設置されている。また、避けられるトラブルのきっかけを撲滅する目的と婉曲表現で他者をあしらう手段が京都の流儀にかない、普及したとみられる。

## 語源
京言葉で「意地悪」という意味の「いけず」、「これ以上先へ行けない」という意味の「行けず」など、諸説ある。

## 歴史
牛車や荷車が往来していた平安時代、私有地への侵入を防ぐため、防御用の石を玄関先や四つ辻に置いたことが始まりといわれる。現在の様式は明治以降に普及した。

## 問題点
いけず石を自ら所有する土地の敷地内や私道に設置することは問題ないが、公道に設置した場合は道路交通法第76条第3項（禁止行為）に違反する恐れがある。また、道路を通れないほど塞いだ場合、刑法第124条第1項（往来妨害罪）に該当する恐れがある。